# Marina Bay Street Circuit
Der Marina Bay Street Circuit ist eine temporäre Motorsport-Rennstrecke in Singapur. Auf dem Stadtkurs findet seit 2008 der Große Preis von Singapur im Rahmen der Formel 1 statt.
Der Kurs liegt in der Marina Bay im Hafengebiet des Stadtstaates Singapur und ist somit durch die Nähe zum Wasser atmosphärisch dem Großen Preis von Monaco und dem im Jahr 2008 ebenfalls erstmals auf dem Valencia Street Circuit ausgetragenen Großen Preis von Europa sehr ähnlich. Zudem wurde hier erstmals in der Formel-1-Geschichte ein Nachtrennen ausgetragen. Sowohl das Rennen als auch die Qualifikation und die freien Trainings werden unter künstlicher Beleuchtung durchgeführt. Es wurde jedoch angekündigt, die asphaltierten Auslaufzonen weniger hell zu beleuchten um somit einer Verwirrung der Fahrer entgegenzuwirken. Durch die Austragung als Nachtrennen im ostasiatischen Raum können Zuschauer in Europa den Grand Prix wie gewohnt nachmittags verfolgen, was sich positiv auf die TV-Einschaltquoten auswirken soll.

## Streckencharakteristik

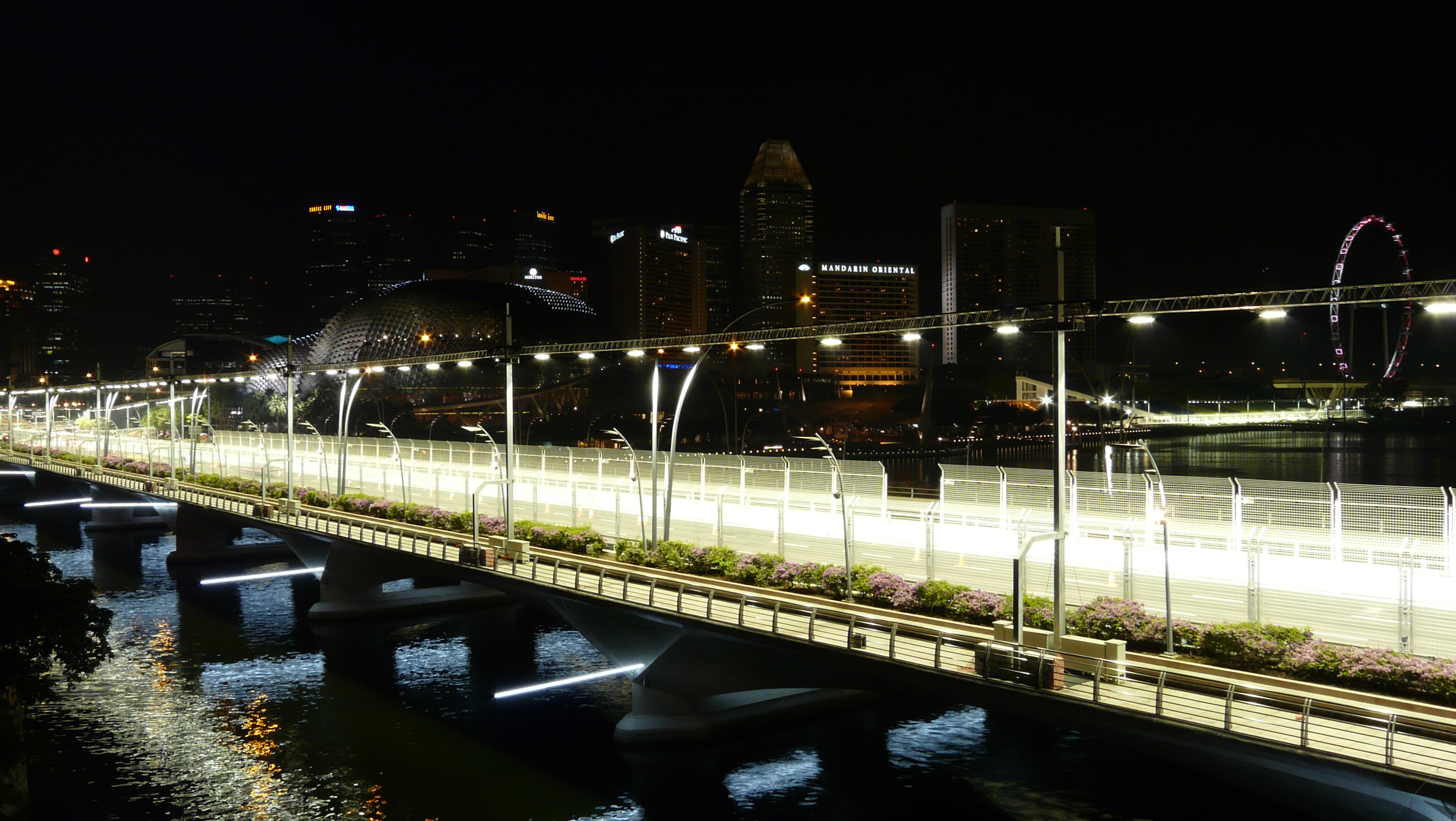
Flutlichtbeleuchtete Rennstrecke

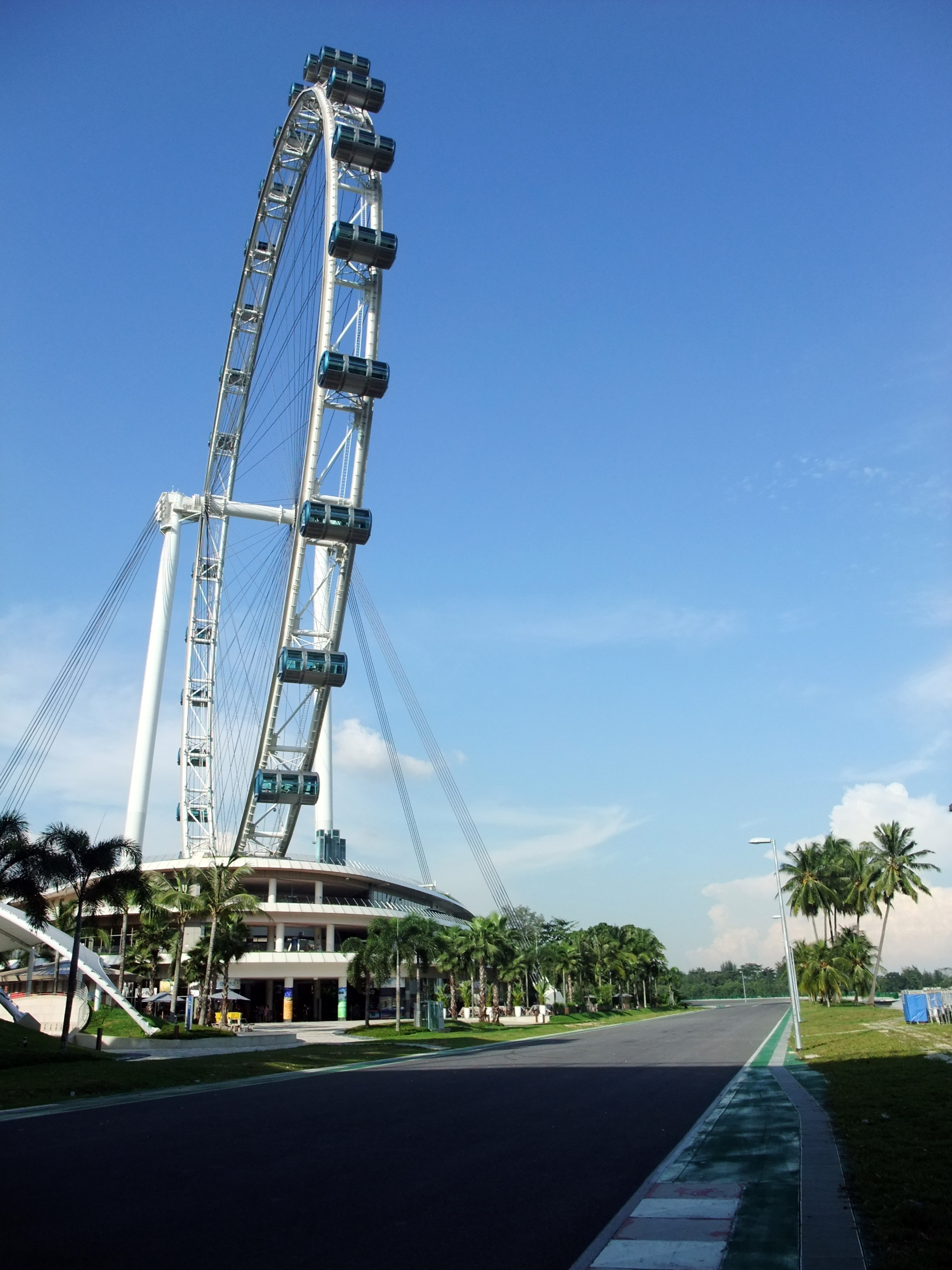
Singapore Flyer angrenzend zur Rennstrecke

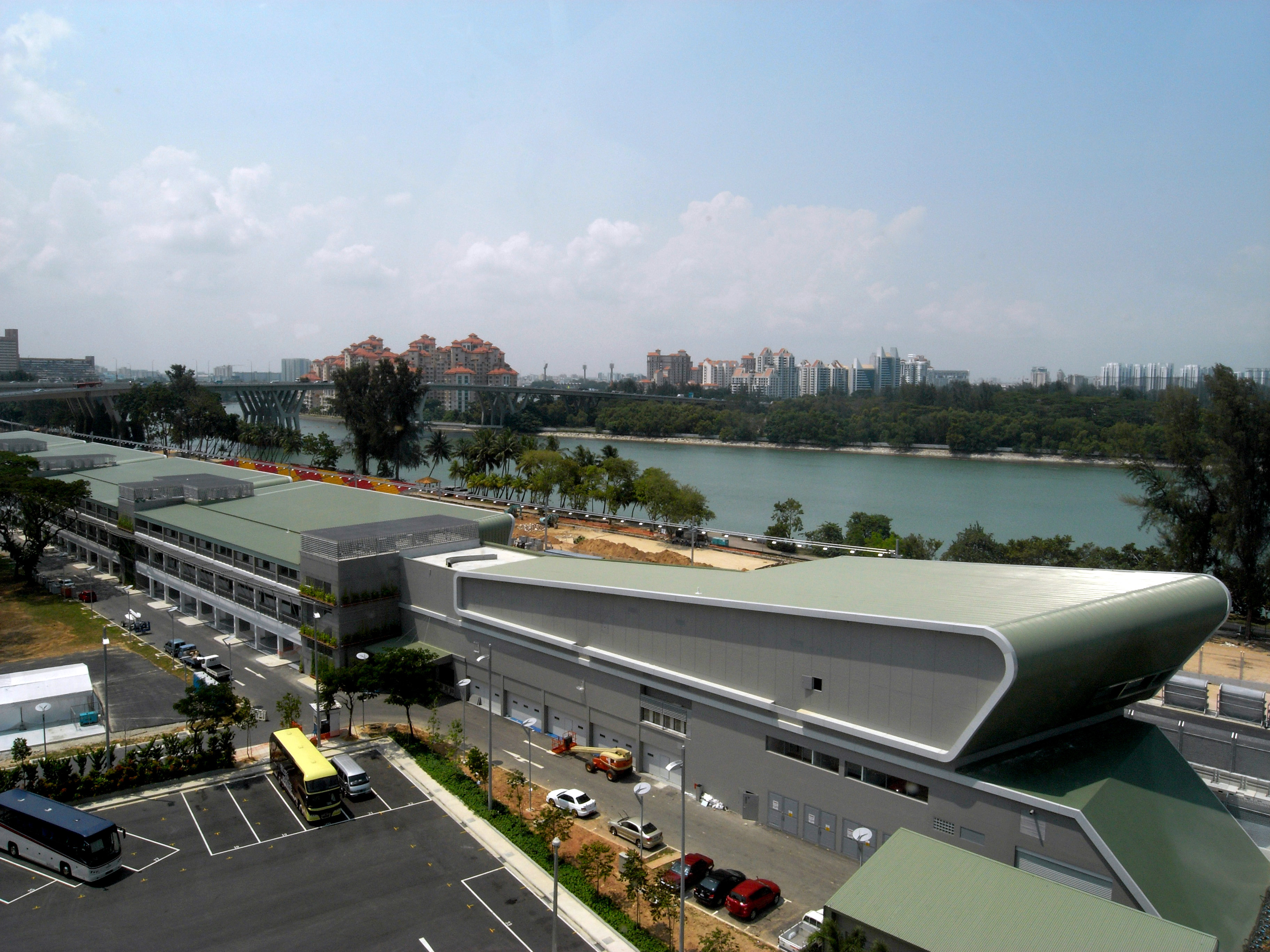
Boxengebäude

Die Strecke verläuft gegen den Uhrzeigersinn und zu 70 % über öffentliche Straßen, weshalb sie als temporäre Rennstrecke bezeichnet wird. Der Kurvenverlauf ist für einen Stadtkurs nur zum Teil typisch. Zwar gibt es zahlreiche 90°-Kurven, die nur sehr langsam durchfahren werden können, aber auch Hochgeschwindigkeitspassagen, die mit knapp 300 km/h passiert werden, was für einen Kurs, der über öffentliche Straßen verläuft, außergewöhnlich schnell ist. Der Marina Bay Street Circuit soll laut Bernie Ecclestone der schnellste Stadtkurs in der Geschichte der Formel 1 sein. Die Anzahl von 26 Kurven (15 links, 11 rechts) ist die derzeit höchste im Formel-1-Kalender und verlangt dem Getriebe durch die zahlreichen Schaltvorgänge viel ab. Der Kurs ist sehr breit gebaut worden, die engste Stelle der Strecke misst zehn Meter, was auf der Rennstrecke in Monaco der breitesten Stelle entspricht.

### Streckenführung

Layout von 2015 bis 2022

Der neugebaute Start-Ziel-Bereich befindet sich im Osten des Stadtteils Marina Bay im Bereich der Benjamin Sheares Bridge, unter welcher der Kurs insgesamt viermal hindurchführt. Eine Kehre führt diesen neuen Streckenteil auf die normalen Straßen – zuerst der Republic Boulevard, dann der Raffles Boulevard. Am Ende dieser Straße wird auch die Höchstgeschwindigkeit erreicht. Danach führen drei 90°-Kurven auf der St Andrew's Road entlang des Padang sowie einigen alten Bauten aus der britischen Kolonialzeit wie dem Old Supreme Court Building. Nach einer Geraden folgt die Dreifach-Schikane, die "Singapore Sling" genannt wird. Daraufhin folgt die knapp 100 Jahre alte Anderson Bridge, der engste Teil der Rennstrecke. Eine langsame Kehre beim alten Fullerton Hotel führt über die breite Esplanade Bridge zurück in den moderneren Stadtteil Marina Bay. Beim Esplanade Theater führt eine Rechtskurve zum letzten Streckenteil, bestehend aus einigen langsamen 90°-Kurven. Hier führt der Kurs unter einer Tribüne hindurch, bevor er am Singapore Flyer zur doppelten Zielkurve führt. 2013 gab es geringfügige Änderungen an der Strecke. Nach diversen Unfällen wurde der sogenannte "Singapore Sling", die Links-Rechts-Links-Passage um Kurve zehn, entschärft und durch eine einzige Linkskurve ersetzt. Die Randsteine dieser Kurvenkombination waren so hoch, dass einige Fahrzeuge beim Überfahren abhoben. Besonders spektakulär war ein Unfall von Kamui Kobayashi, sein Wagen flog über einen Meter hoch durch die Luft. Der Umbau führte jedoch nicht zu merkbaren Verbesserungen der Rundenzeiten.
2015 wurden erneut Änderungen an der Streckenführung vorgenommen, die sich diesmal allerdings größer gestalteten. Der Kurvenradius von Kurve elf wurde verringert, auch die nachfolgende Kurve zwölf wurde enger, sodass die Fahrer nun die linke, und nicht mehr die rechte Seite der Anderson Bridge befahren. Außerdem wurde die Strecke im Bereich von Kurve 13 um einen Meter verbreitert. Die Streckenbetreiber erhofften sich, durch die Änderung eine weitere Überholmöglichkeit zu schaffen.
Zum 2023er-Rennen bekam das Streckenlayout seine bisher größte Veränderung. Aufgrund von Arbeiten am Stadtbild, sind die bisherigen Kurven 16 bis 19 nicht mehr befahrbar, darunter auch der Streckenteil, welcher unter der Tribüne hindurchführt. Stattdessen gibt es nun eine lange Gerade, die von der bisherigen Kurve 15 zur bisherigen Kurve 20 führt. Die Gesamtlänge der Strecke reduziert sich somit auf 4,928 Kilometer, die Anzahl der Kurven auf 19. Um die vorgeschriebene Renndistanz von 305 Kilometern zu erreichen, wurde die Rundenanzahl um zwei Runden auf nunmehr 62 erhöht.

## Sonstiges
Für 2020 und 2021 wurde das Rennen aufgrund der COVID-19-Pandemie abgesagt.
Bis einschließlich 2023 kam es bei jeder Ausgabe des Rennens zu mindestens einem Safety-Car-Einsatz.

## Statistik
| Nr. | Jahr | Fahrer                                  | Konstrukteur                            | Motor                                   | Reifen                                  | Zeit                                    | Streckenlänge                           | Runden                                  | Ø-Tempo                                 | Datum                                   | GP von   |
| --- | ---- | --------------------------------------- | --------------------------------------- | --------------------------------------- | --------------------------------------- | --------------------------------------- | --------------------------------------- | --------------------------------------- | --------------------------------------- | --------------------------------------- | -------- |
| 1   | 2008 | Fernando Alonso                         | Renault                                 | Renault                                 | B                                       | 1:57:16,304 h                           | 5,067 km                                | 61                                      | 158,139 km/h                            | 28. September                           | Singapur |
| 2   | 2009 | Lewis Hamilton                          | McLaren                                 | Mercedes                                | B                                       | 1:56:06,337 h                           | 5,067 km                                | 61                                      | 159,656 km/h                            | 27. September                           | Singapur |
| 3   | 2010 | Fernando Alonso                         | Ferrari                                 | Ferrari                                 | B                                       | 1:57:53,579 h                           | 5,067 km                                | 61                                      | 157,422 km/h                            | 26. September                           | Singapur |
| 4   | 2011 | Sebastian Vettel                        | Red Bull                                | Renault                                 | P                                       | 1:59:06,757 h                           | 5,073 km                                | 61                                      | 155,810 km/h                            | 25. September                           | Singapur |
| 5   | 2012 | Sebastian Vettel                        | Red Bull                                | Renault                                 | P                                       | 2:00:26,144 h                           | 5,073 km                                | 591                                     | 149,044 km/h                            | 23. September                           | Singapur |
| 6   | 2013 | Sebastian Vettel                        | Red Bull                                | Renault                                 | P                                       | 1:59:13,132 h                           | 5,065 km                                | 61                                      | 155,426 km/h                            | 22. September                           | Singapur |
| 7   | 2014 | Lewis Hamilton                          | Mercedes                                | Mercedes                                | P                                       | 2:00:04,795 h                           | 5,065 km                                | 601                                     | 151,780 km/h                            | 21. September                           | Singapur |
| 8   | 2015 | Sebastian Vettel                        | Ferrari                                 | Ferrari                                 | P                                       | 2:01:22,118 h                           | 5,065 km                                | 61                                      | 152,673 km/h                            | 20. September                           | Singapur |
| 9   | 2016 | Nico Rosberg                            | Mercedes                                | Mercedes                                | P                                       | 1:55:48,950 h                           | 5,065 km                                | 61                                      | 159,993 km/h                            | 18. September                           | Singapur |
| 10  | 2017 | Lewis Hamilton                          | Mercedes                                | Mercedes                                | P                                       | 2:03:23,543 h                           | 5,065 km                                | 581                                     | 142,780 km/h                            | 17. September                           | Singapur |
| 11  | 2018 | Lewis Hamilton                          | Mercedes                                | Mercedes                                | P                                       | 1:51:11,611 h                           | 5,063 km                                | 61                                      | 166,578 km/h                            | 16. September                           | Singapur |
| 12  | 2019 | Sebastian Vettel                        | Ferrari                                 | Ferrari                                 | P                                       | 1:58:33,667 h                           | 5,063 km                                | 61                                      | 156,226 km/h                            | 22. September                           | Singapur |
|     | 2020 | abgesagt aufgrund der COVID-19-Pandemie | abgesagt aufgrund der COVID-19-Pandemie | abgesagt aufgrund der COVID-19-Pandemie | abgesagt aufgrund der COVID-19-Pandemie | abgesagt aufgrund der COVID-19-Pandemie | abgesagt aufgrund der COVID-19-Pandemie | abgesagt aufgrund der COVID-19-Pandemie | abgesagt aufgrund der COVID-19-Pandemie | abgesagt aufgrund der COVID-19-Pandemie | Singapur |
|     | 2021 | abgesagt aufgrund der COVID-19-Pandemie | abgesagt aufgrund der COVID-19-Pandemie | abgesagt aufgrund der COVID-19-Pandemie | abgesagt aufgrund der COVID-19-Pandemie | abgesagt aufgrund der COVID-19-Pandemie | abgesagt aufgrund der COVID-19-Pandemie | abgesagt aufgrund der COVID-19-Pandemie | abgesagt aufgrund der COVID-19-Pandemie | abgesagt aufgrund der COVID-19-Pandemie | Singapur |
| 13  | 2022 | Sergio Pérez                            | Red Bull                                | RBPT                                    | P                                       | 2:02:20,238 h                           | 5,063 km                                | 0591                                    | 148,921 km/h                            | 2. Oktober                              | Singapur |
| 14  | 2023 | Carlos Sainz jr.                        | Ferrari                                 | Ferrari                                 | P                                       | 1:46:37,418 h                           | 4,982 km                                | 62                                      | 171,933 km/h                            | 17. September                           | Singapur |
| 15  | 2024 | Lando Norris                            | McLaren                                 | Mercedes                                | P                                       | 1:40:52,571 h                           | 4,940 km                                | 62                                      | 182,172 km/h                            | 22. September                           | Singapur |

1 Das über 61 Runden geplante Rennen wurde wegen der im Reglement festgeschriebenen maximalen Fahrzeit von zwei Stunden früher abgewunken.
Rekordsieger
Fahrer: Sebastian Vettel (5) • Fahrernationen: Deutschland (6) • Konstrukteure: Ferrari / Mercedes / Red Bull (je 4) • Motorenhersteller: Mercedes (6) • Reifenhersteller: Pirelli (12)